# Муратова, Вера Георгиевна
Вера Георгиевна Муратова (род. 3 июля 1980 года, Самарканд, Узбекская ССР) — российская пауэрлифтерша-паралимпийка. Бронзовая призёрка летних Паралимпийских игр 2020 в Токио.

## Спортивные результаты
| Год  | Турнир                          | Место проведения | Категория  | Результат | Место |
| ---- | ------------------------------- | ---------------- | ---------- | --------- | ----- |
| 2012 | Летние Паралимпийские игры 2012 | Лондон           | до 67,5 кг | 111       | 4     |
| 2014 | Чемпионат мира                  | Дубай            | до 73 кг   | 125       | 3     |
| 2019 | Чемпионат мира                  | Нур-Султан       | до 86 кг   | 143       | 3     |
| 2021 | Летние Паралимпийские игры 2020 | Токио            | до 79 кг   | 132       | 2     |
| 2021 | Чемпионат мира                  | Тбилиси          | до 79 кг   | 136       | 2     |